# 樋口浩義
樋口 浩義（ひぐち ひろよし）は、ベーシックインカムの研究者、会計研究者。元大学教授で年金暮らし。近くの教会で外国人に日本語を教えている。少林寺拳法の三段で、最近太極拳もやっている。ゴルフも時々練習中。

## 略歴
武蔵大学大学院経済学研究科博士後期課程単位取得後退学
岩手県立盛岡短期大学助教授（1988年～1996年）
水戸短期大学教授（1996年～2012年）
浦和大学講師(非常勤)（2016年）
筑波学院大学講師(非常勤)
※教授と記載されているHPあり　
日本会計研究学会会員
日本原価計算研究学会会員
進化経済学会会員
JAGA(公会計改革ネットワーク)会員
ヨーロッパ会計学会(EAA)会員
日本ベーシックインカム学会会長(2018年12月～）

## 本人出演動画
樋口浩義筑波学院大学講師による日本へのベーシックインカム導入の課題 - YouTube (2018/09/11)

## 著書
- 『管理会計論の進化』学術研究出版/BookWay　2017
- 『簿記演習初級テキスト』共栄出版　2004